# Mistrzostwa Europy w Lekkoatletyce 1974 – pchnięcie kulą mężczyzn

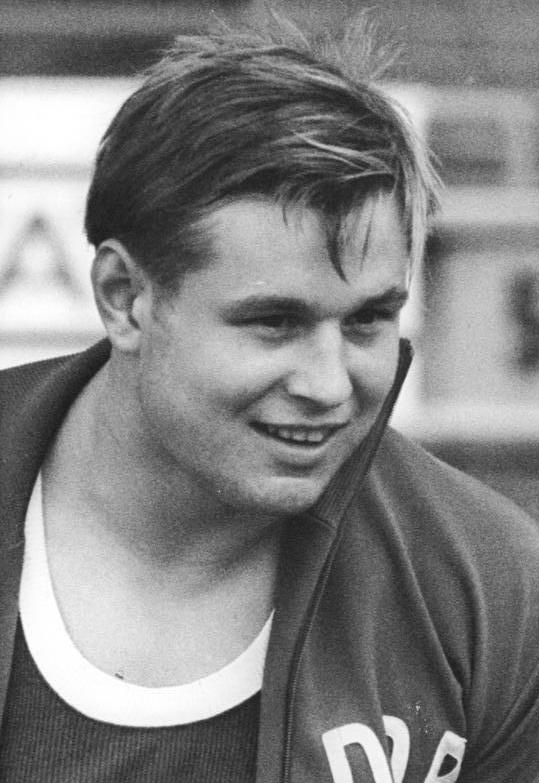
Hartmut Briesenick

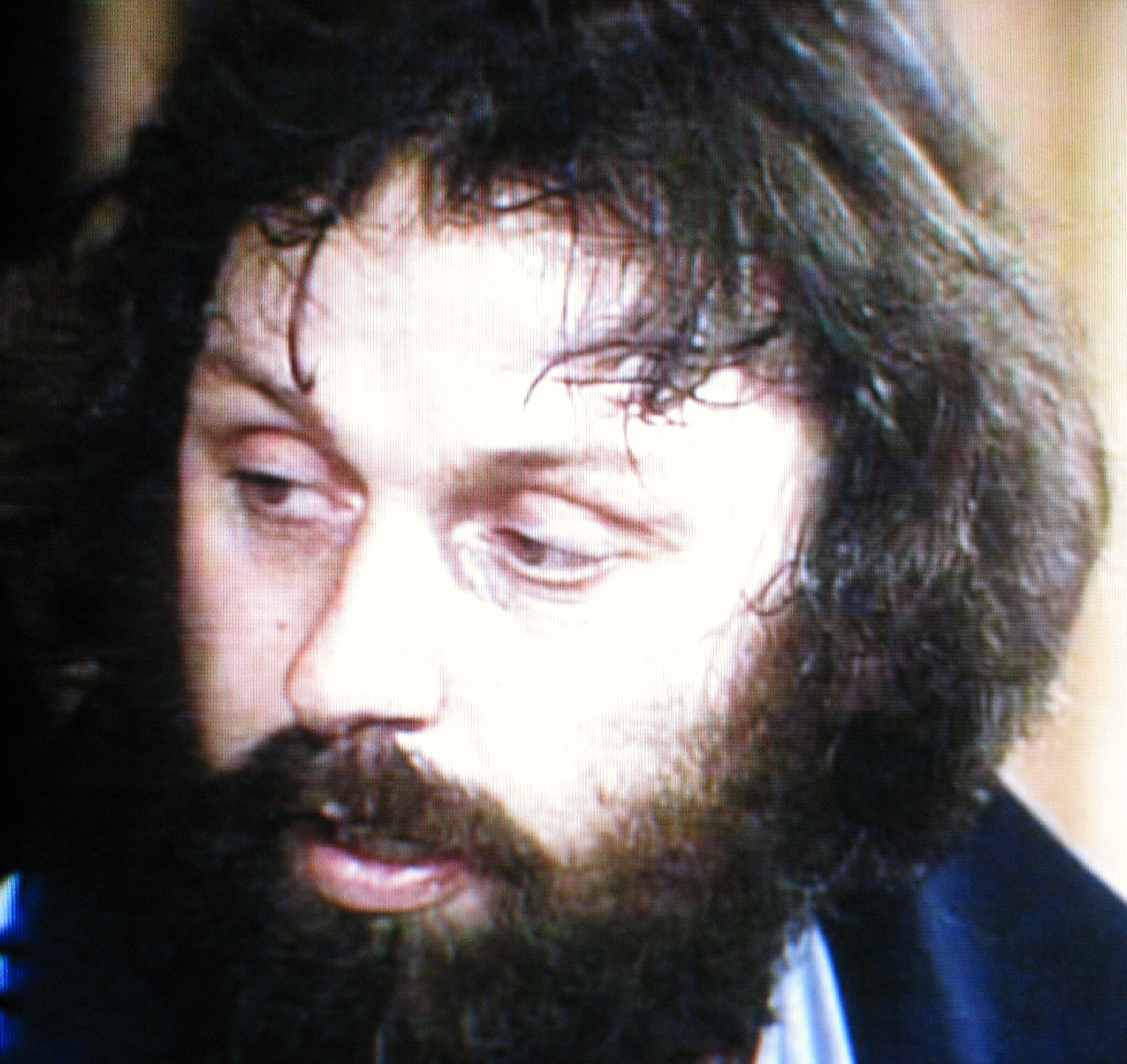
Geoff Capes

Pchnięcie kulą mężczyzn było jedną z konkurencji rozgrywanych podczas XI mistrzostw Europy w Rzymie. Kwalifikacje rozegrano 4 września, a finał 6 września 1974 roku. Zwycięzcą tej konkurencji został reprezentant Niemieckiej Republiki Demokratycznej Hartmut Briesenick, który  obronił tytuł zdobyty na mistrzostwach w 1971. W rywalizacji wzięło udział dwudziestu zawodników z dwunastu reprezentacji.

## Rekordy
| Rekord świata     | Al Feuerbach (USA)          | 21,82 | San Jose, Stany Zjednoczone | 05.05.1973 |
| Rekord Europy     | Aleksandr Barysznikow (SUN) | 21,70 | Moskwa, ZSRR                | 25.08.1974 |
| Rekord mistrzostw | Hartmut Briesenick (GDR)    | 21,08 | Helsinki, Finlandia         | 13.08.1971 |

## Wyniki

### Kwalifikacje
Minimum wynosiło 19,00 m.
| Poz. | Zawodnik              | Reprezentacja   | Grupa | #1    | #2    | #3    | Rezultat | Uwagi |
| ---- | --------------------- | --------------- | ----- | ----- | ----- | ----- | -------- | ----- |
| 1.   | Władysław Komar       | Polska          | B     | 20,00 | –     | –     | 20,00    | Q     |
| 2.   | Ralf Reichenbach      | RFN             | B     | 19,61 | –     | –     | 19,61    | Q     |
| 3.   | Udo Beyer             | NRD             | B     | 19,57 | –     | –     | 19,57    | Q     |
| 4.   | Reijo Ståhlberg       | Finlandia       | A     | 19,48 | –     | –     | 19,48    | Q     |
| 5.   | Hartmut Briesenick    | NRD             | A     | 18,13 | 19,37 | –     | 19,37    | Q     |
| 6.   | Geoff Capes           | Wielka Brytania | B     | 19,37 | –     | –     | 19,37    | Q     |
| 7.   | Ole Lindskjøld        | Dania           | A     | 19,30 | –     | –     | 19,30    | Q     |
| 8.   | Wyłczo Stoew          | Bułgaria        | A     | 18,62 | 19,29 | –     | 19,29    | Q     |
| 9.   | Mike Winch            | Wielka Brytania | A     | 18,25 | 19,29 | –     | 19,29    | Q     |
| 10.  | Jaroslav Brabec       | Czechosłowacja  | B     | 19,21 | –     | –     | 19,21    | Q     |
| 11.  | Walerij Wojkin        | ZSRR            | B     | 19,16 | –     | –     | 19,16    | Q     |
| 12.  | Aleksandr Barysznikow | ZSRR            | A     | 19,10 | –     | –     | 19,10    | Q     |
| 13.  | Jaromír Vlk           | Czechosłowacja  | A     | 18,24 | 19,09 | –     | 19,09    | Q     |
| 14.  | Nikoła Christow       | Bułgaria        | B     | 18,39 | 18,59 | x     | 18,59    |       |
| 15.  | Miroslav Janoušek     | Czechosłowacja  | B     | 18,56 | x     | x     | 18,56    |       |
| 16.  | Hreinn Halldórsson    | Islandia        | A     | 18,04 | x     | 18,28 | 18,28    |       |
| 17.  | Angelo Groppelli      | Włochy          | A     | x     | 18,06 | 17,72 | 18,06    |       |
| 18.  | Hans Höglund          | Szwecja         | B     | 17,45 | 17,47 | 17,99 | 17,99    |       |
| 19.  | Josef Forst           | RFN             | A     | 17,40 | 17,74 | 17,48 | 17,74    |       |
| 20.  | Mieczysław Bręczewski | Polska          | A     | 17,22 | 17,49 | 17,04 | 17,49    |       |

### Finał
| Poz. | Zawodnik              | Reprezentacja   | Próby | Próby | Próby | Próby | Próby | Próby | Wynik |
| Poz. | Zawodnik              | Reprezentacja   | 1     | 2     | 3     | 4     | 5     | 6     | Wynik |
| ---- | --------------------- | --------------- | ----- | ----- | ----- | ----- | ----- | ----- | ----- |
| 01 ! | Hartmut Briesenick    | NRD             | 18,50 | 20,26 | 20,06 | 19,02 | 20,50 |       | 20,50 |
| 02 ! | Ralf Reichenbach      | RFN             | 20,38 | 19,27 | 19,91 | 19,39 | 20,05 | 19,80 | 20,38 |
| 03 ! | Geoff Capes           | Wielka Brytania | 19,62 | 20,08 | 20,13 | 20,04 | x     | 20,21 | 20,21 |
| 4.   | Aleksandr Barysznikow | ZSRR            | x     | 20,13 | x     | 20,01 | x     | 20,12 | 20,13 |
| 5.   | Walerij Wojkin        | ZSRR            | 20,05 | x     | 19,55 | 20,07 | x     | x     | 20,07 |
| 6.   | Władysław Komar       | Polska          | x     | 19,73 | 19,82 | x     | x     | x     | 19,82 |
| 7.   | Jaroslav Brabec       | Czechosłowacja  | 19,73 | x     | x     | x     | 19,38 | x     | 19,73 |
| 8.   | Udo Beyer             | NRD             | 19,44 | x     | 19,63 | x     | x     | x     | 19,63 |
| 9.   | Wyłczo Stoew          | Bułgaria        | x     | x     | 19,62 |       |       |       | 19,62 |
| 10.  | Jaromír Vlk           | Czechosłowacja  | 19,08 | 19,42 | 19,37 |       |       |       | 19,42 |
| 11.  | Reijo Ståhlberg       | Finlandia       | 19,25 | x     | 19,20 |       |       |       | 19,25 |
| 12.  | Mike Winch            | Wielka Brytania | 18,49 | 18,85 | 18,89 |       |       |       | 18,89 |
| 13.  | Ole Lindskjøld        | Dania           | 18,84 | 18,67 | x     |       |       |       | 18,84 |